# レナタ・コロンボ
レナタ・コロンボ（Renata Colombo, 1981年2月25日 - ）は、ブラジルの女子バレーボール選手。サンパウロ出身。元ブラジル代表。

## 来歴

### クラブチーム
12歳のときにバレーボールを始めた。2003/04シーズンからACF/Camposでプレーし、2004/05シーズンのブラジル・スーパーリーガで3位となった。2005/06シーズンよりレクソーナ・アデスでプレーし、リーグ3連覇に大きく貢献した。2008年に日本のVプレミアリーグのトヨタ車体クインシーズへ移籍した。平成20年度皇后杯バレーボール選手権大会でトヨタ車体を創部初の日本一となる優勝へ導くと、2008/09シーズンのVリーグで5位となり自身もベストスコアラーを獲得した。2010/11シーズンはイタリアセリエAのRobur Tiboni Urbino Volleyでプレーし、リーグ6位、CEVカップ優勝を果たした。2011/12シーズンはアゼルバイジャンスーパーリーグのVK Bakiでプレーした。2012/13シーズンはブラジル・スーパーリーガのSão Bernardo Vôleiで、2013/14シーズンはBarueri Volleyball Clubで活躍した。2014/15シーズンはEC Pinheirosと契約し、ブラジルカップで優勝へ導いた。2016/17シーズンからFluminense FCで2年間プレーした。2018/19シーズンはBrasília Vôleiでプレーした。2020/21シーズンからはポルトガルのAJM/FC Portoでプレーし、2020/21、2021/22シーズンのリーグ連覇を果たした。

### 代表チーム
2003年にブラジル代表に初選出。2005年のワールドグランプリでは日本戦に途中出場し、その体格から放たれるパワフルなスパイクで日本を苦しめ、強烈な印象を与えた。同年のグラチャンで金メダルを獲得した。
2006年の世界選手権に出場ではスーパーサブとして活躍し銀メダルを獲得した。

## 球歴
- 世界選手権 - 2006年
- ワールドグランプリ - 2003年、2005年、2006年、2007年

## 所属クラブ
- Clube de Campo de Piracicaba（1997-1998年）
- オザスコ（1998-1999年）
- Flamengo U21（1999-2001年）
- オザスコ（2001-2002年）
- Energis 8 São Caetano（2002-2003年）
- ACF/Campos（2003-2005年）
- レクソーナ・アデス（2005-2008年）
- トヨタ車体クインシーズ（2008-2010年）
- シャトー・ダックス・ウルビーノ（2010-2011年）
- VKバクー（2011-2012年）
- São Bernardo Vôlei（2012-2013年）
- Barueri VC（2013-2014年）
- EC Pinheiros（2014-2015年）
- São Bernardo Vôlei（2015-2016年）
- Fluminense FC（2016-2018年）
- Brasília Vôlei（2018-2019年）
- Sesc-RJ/Flamengo（2019-2020年）
- AJM/FC Porto（2020-2023年）
- Clube Kairós（2023年）
- Partizani（2023-）